# Rochester, Iowa
Rochester är en ort i Cedar County  i delstaten Iowa, USA.